# SEVENTH HEAVEN (L'Arc〜en〜Cielの曲)
「SEVENTH HEAVEN」（セヴンス ヘヴン）は、日本のロックバンド、L'Arc〜en〜Cielの30作目のシングル。2007年5月30日発売。発売元はKi/oon Records。

## 概要
2005年7月発表のシングル「Link」以来約1年10ヶ月ぶり、リカットシングル「the Fourth Avenue Café」以来約9ヶ月ぶりとなるL'Arc〜en〜Cielの2007年第1弾シングル。なお、本作のレコーディングは、2007年初頭から本格的に開始されたアルバム『KISS』の録音作業の期間中に行われている。
本作の表題曲「SEVENTH HEAVEN」は、1980年代に隆盛となったユーロビートのようなダンス・ミュージックを意識して制作された楽曲となっている。作詞・作曲を手掛けたhyde曰く「デッド・オア・アライヴとかの現代版」をイメージしてデモを制作したという。なお、音楽ジャーナリストの鹿野淳はこの曲について「現在のロック・シーンは世界的に「4つ打ちパンク」が流行っていて、「80sリヴァイヴァル」や「ディスコパンク」なるムーヴメントが未だ咲き誇っている。そんな2007年、L'Arc〜en〜Cielが彼らなりの触感で80sリヴァイヴァルを派手にヤラかしたのが、この"SEVENTH HEAVEN"である。ユーロビートとインダストリアル・ハードロックが華麗にタッグを組みながら、グルーヴという名のとぐろを巻いている」と表現している。（詳細は楽曲解説の項目を参照）
また、カップリング曲にはパートチェンジバンド、P'UNK〜EN〜CIELによるL'Arc〜en〜Cielの楽曲のセルフカバーが収録されている。

## リリース

### リリースプロモーション
本作のリリースプロモーションとして、フィジカルリリースの約2ヶ月前となる2007年3月30日から、「ポケメロJOYSOUND」「LE-CIEL NET」「Sony Music Sound」「レコード会社直営♪サウンド」の各種音楽配信サイトの4ヶ所において、表題曲の着うた先行配信が実施された。さらにJOYSOUNDとのタイアップにより、「JOYSOUND」の通信カラオケで表題曲を先行公開するという業界初のプロモーションが実施されている。

### リリース形態
本作は、通常盤（CD）の1形態でリリースされている。初回限定仕様はスペシャルジャケット、スーパーピクチャーレーベルとなっている。また、初回封入特典として、メンバー4人をデフォルメイラスト化した、わくわくペーパークラフト（4種のうち1種が封入）が封入されている。

### チャート
本作は発売初週となる2007年6月11日付のオリコン週間シングルチャートで、2005年5月に発表した「叙情詩」以来3作ぶり通算17作目の首位を獲得している。

## ミュージックビデオ
表題曲「SEVENTH HEAVEN」のミュージック・ビデオは、中村剛がディレクターを務めた作品となっている。映像には、メンバー4人の他に、30人ものダンサーが登場しており、メンバーの周りでダンサーが不可思議なダンスを踊り続ける内容となっている。登場するダンサーは最上天の住人を表現しており、その住人達が踊るダンスは、楽園をイメージしたものだという。この映像の印象について、hydeは「わけのわからない物ができた」とコメントしている。
このミュージック・ビデオは、2009年2月25日に発表したクリップ集『CHRONICLE 4』に初収録されている。また、2019年12月11日には公式YouTubeアーティストチャンネルにおいて、YouTube Music Premium限定で映像の有料公開が開始されている。前述のYouTubeチャンネルでの有料公開開始から約2年5ヶ月後となる2022年5月6日からは、同サイトで映像の無料公開が開始されている。

## 収録曲
| #         | タイトル                                                  | 作詞      | 作曲      | 編曲            | 時間  |
| --------- | --------------------------------------------------------- | --------- | --------- | --------------- | ----- |
| 1.        | 「SEVENTH HEAVEN」(L'Arc〜en〜Ciel)                       | hyde      | hyde      | L'Arc〜en〜Ciel | 5:02  |
| 2.        | 「HONEY 2007」(P'UNK〜EN〜CIEL)                           | hyde      | hyde      | KEN P'UNK       | 3:46  |
| 3.        | 「SEVENTH HEAVEN (hydeless version)」(L'Arc〜en〜Ciel)    |           | hyde      | L'Arc〜en〜Ciel | 5:02  |
| 4.        | 「HONEY 2007 (TETSU P'UNKless version)」(P'UNK〜EN〜CIEL) |           | hyde      | KEN P'UNK       | 3:42  |
| 合計時間: | 合計時間:                                                 | 合計時間: | 合計時間: | 合計時間:       | 17:32 |

## 楽曲解説
1. SEVENTH HEAVEN / L'Arc〜en〜Ciel
  - 作詞・作曲: hyde / 編曲: L'Arc〜en〜Ciel

2000年代のロックの大きな潮流である、ダンス・ミュージックとの融合という方向性で制作されたロック・ナンバー[6]。ニューレイヴ感覚を伴ったビートと、ハード・エッジなギターサウンドが印象的な仕上がりとなっている[6]。作詞・作曲を手掛けたhyde曰く、この曲のデモを作り始めた当初は、1980年代のユーロビートのようなダンス・ミュージックを意識していたという[3][4]。制作当初の楽曲イメージついて、hydeは「元々はデッド・オア・アライヴとかの現代版って感じで。もしピート・バーンズがデッド・オア・アライヴを今でもやってたら、こうなってんじゃねえのかな？っていうのを作ってみたかった[3][4]」と語っている。また、hydeは本作発売当時に、完成したこの曲を「ディスコパンク」と表現していたことがある。ちなみに、本作発売に伴うプロモーション活動でテレビの音楽番組に出演した際、hydeは頻繁に眼帯を付けていたが、これはピート・バーンズのオマージュだったと述べている[7]。
この曲をアレンジするうえで、hydeの中に「バンドサウンドが主体でありながらも、ぎらぎらする感じにしたい」という思いがあったため[8][9]、打ち込み作業に長けたyukihiroにアレンジを依頼している。アレンジ作業を振り返り、yukihiroは「デモの打ち込みの部分とか、シンセの部分とかをアップグレードして欲しいみたいなことをhydeに言われて、いろいろ作っていく中で、やっぱりhydeの頭の中にあるものよりも超えたものを作りたくて。それをどう形にしていくのかが難しかったですね[10][11]」「リズム周りに関しては最初っから他のリズムを足して作ろうと考えていたので、僕のアプローチ的には最初から変わっていないんですけどね。シンセ周りとか音色の使い方で苦労した感じです。やっぱりhydeの頭の中にあったデッド・オア・アライヴみたいなっていうのは、そのままのイメージでやって行くと、どうしても古くなっちゃうんですよね（笑）。でもそこを時代に沿ったものにするっていうことは、できることだと思うんですよ。ちょっと前に80年代リバイバルみたいなのが流行っていましたけど、それをさらに突き進めてカッコよくやってるバンドも今いっぱいいるし。だからやりようはあると思ってたんだけど、そこをこうボンッて出した時に、どこまで理解されるかっていうのがわからなかったんで。別にそういうのを意識していない人には、"まんまじゃん"って聴こえちゃうと思うんですよ[10][11][12]」「hydeのデモの段階でそれなりに音色がいっぱい入っていたんで、そこに対して僕だったらこういうふうにするかなっていうことをどんどんやって行って。（中略）やりとりをしながら何パターンか作ってみたんですけどね。だからこの最終形は…ある程度いろいろやってみた中でのいいとこどりみたいな。これ、ギターとか何も入っていない状態でリズムだけ聴くと、意外とマンチェっぽかったりもしますよ[13][14]」と語っている。なお、この曲の打ち込み作業とサウンドデザインは、yukihiroに加え、2000年に発表した「get out from the shell」のミックスを担当した杉山勇司が行っている。ちなみにこの曲は、プリプロダクションの段階で、打ち込みパートだけでもトラック数が100を超えていたといい[15]、制作過程を振り返りhydeは「あの音じゃないこうじゃない、サビはこうなったほうがいいんじゃねえかとか、とにかく紆余曲折で。最終的には俺の中でもわからなくなってきて[8][9]」と述懐している。
なお、hydeはこの曲の当初の制作イメージについて「もちろん、曲は難しい／簡単で、いい／悪いが決まったりはしないけど、簡単に歌える曲があってもいいんじゃないかってずっと前から思ってた[8][16]」と語っており、シンプルかつ遊びのある楽曲を目指していたという。ただ、前述のように、アレンジするにつれて様々な音色が重なっていったため、かなり複雑な楽曲に変わっていった。そのため、テレビ朝日系音楽番組『ミュージックステーション』に出演した際、司会のタモリとのトークで、hydeはこの曲について「"ラルクの曲は難しい"とよく言われるんで、簡単な曲を制作しようとしたけど、結果的に難しい曲になった」とコメントしている。
kenは、この曲のギター録りにおいて、普段メインで使っているフェンダー・ストラトキャスターではなく、ハムバッキング・ピックアップを搭載したギブソン・レスポール・スタンダードを使い、コードストローク中心のベーシック・サウンドを弾いている[17]。さらに、ハムバッキングのサウンドのうえで鳴っているテーマ・フレーズは、ストラトキャスターをオクターヴ奏法で弾いたものとなっている[17]。また、サビの終盤には、ドブロ・ギターをボトル・ネック奏法で弾いた音が入っている[17][18]。
ちなみにこの曲の編曲作業には、長らくバンドの共同プロデューサーを務めていた岡野ハジメが参加しておらず、L'Arc〜en〜Cielが単独で編曲を行っている。岡野が編曲に参加していない楽曲がシングル表題曲となるのは、2005年発表の「Link」（編曲：西平彰）以来、リカットシングルを含めれば、2006年発表の「the Fourth Avenue Café」（編曲：秦野猛行）以来のこととなる。なお、セルフアレンジ楽曲としては、2000年発表のアルバム『REAL』に収録された「get out from the shell -asian version-」以来、シングル表題曲としては1994年発表の「Blurry Eyes」以来のこととなる。
さらにhydeは、この曲のコンセプトについて「みんなで歌うとか、宴会で歌うとか、そういうのって案外L'Arc〜en〜Cielの曲にはないなと思ってた[3][19]」「酒飲みながらみんなで歌える曲にしたいなって（思ってた）[3][19]」と語っている。このコンセプトを踏まえ、仮タイトルを「元気いっぱい」と名付けたと、日本テレビ系深夜音楽番組『音楽戦士 MUSIC FIGHTER』に出演した際に語っている。ただ、このコンセプトだけだと浅はかだと感じたhydeは、地球温暖化問題に対する思いも歌詞のテーマに組み込んだという[3][20][21]。なお、hydeは歌詞について「無意識にみんなが歌う中にも、ダブル・ミーニングとしてそういう意味を入れたかった」と語っており[3][20]、"楽しさ"と"危機感"の相反するテーマが入り混じったリリックとなっている[8][16]。
ちなみに、タイトルの「SEVENTH HEAVEN」の本来の意味は、ユダヤ教において絶対神がいる至高の天国を表す「最上天」であるが、曲名に含まれた「HEAVEN」は「地球」を意図して付けられている。本作のジャケットデザインもタイトルと同様に、前述のユダヤ教と関連したアートワークとなっている。ジャケットに描かれたリンゴは、アダムとイヴが口にした善悪の知識の実（＝リンゴ）を表しており、イヴを騙してリンゴを食べさせたとされるヘビも一緒にデザインとして描かれている。
2. HONEY 2007 / P'UNK〜EN〜CIEL
  - 作詞・作曲: hyde / 編曲: KEN P'UNK

パートチェンジバンド、P'UNK〜EN〜CIELによる、10thシングル「HONEY」の表題曲のセルフカバー。
アレンジを担当したkenの意向により、このカバーではサビでの転調が激しい曲にリアレンジされ、2ビートのリズムに[22]、歪みギターと力強いコーラスがのったオイパンクに仕上げられている[22]。なお、サビ後のコーラス部分の歌詞が、原曲の＜Don't stop smiling, please＞から＜Don't get angry, please＞に変更されている。

## タイアップ
SEVENTH HEAVEN
- 日本テレビ系番組『スポーツうるぐす』テーマソング

## 参加ミュージシャン
- SEVENTH HEAVEN / L'Arc〜en〜Ciel
  - hyde：Vocal
  - ken：Guitar
  - tetsu：Bass
  - yukihiro：Drum
    - yukihiro：Beat Programming & Sound Design
    - 杉山勇司：Beat Programming & Sound Design, Additional Produce
    - hyde：Keyboards
    - ken：Keyboards
    - 西平彰：Keyboards, Additional Arrangement
    - 斎藤仁：Manipulate
- HONEY 2007 / P'UNK〜EN〜CIEL
  - TETSU P'UNK：Vocal
  - HYDE P'UNK：Guitar, Backing Vocal
  - YUKI P'UNK：Bass, Backing Vocal
  - KEN P'UNK：Drum, Backing Vocal

## カバー
（※）音源がフィジカルに収録されているものに限り記載する。
- POLYSICS （2012年、トリビュートアルバム『L'Arc〜en〜Ciel Tribute』に収録）

## 収録アルバム
オリジナルアルバム
- 『KISS』 (#1)

セルフカバーアルバム
- 『P'UNK IS NOT DEAD』 (#2)